# Critère de Ginzburg
Pour les articles homonymes, voir Ginzburg.
En physique, la théorie du champ moyen donne des résultats raisonnables tant que l'on peut se permettre de négliger les fluctuations dans les systèmes étudiés. Le critère de Ginzburg donne un ordre de grandeur du champ de validité de cette théorie. Il donne également des pistes concernant une dimension critique supérieure, une dimensionnalité du système au-dessus de laquelle la théorie des champs moyens donne des résultats exacts, où les exposants critiques prédits par la théorie des champs moyens correspondent exactement à ceux obtenus par les méthodes numériques.

## Exemple : modèle d'Ising
Si {\displaystyle \phi } est le paramètre d'ordre du système, alors la théorie du champ moyen exige que, près du point critique, les fluctuations du paramètre d'ordre soient beaucoup plus petites que la valeur même de ce dernier.
Quantitativement, cela signifie que 
{\displaystyle \displaystyle {\mathcal {\langle }}(\delta \phi )^{2}\rangle \quad {\ll }\quad \langle \phi \rangle ^{2}}
En imposant cette condition dans le cadre de la théorie de Landau, qui est identique à la théorie du champ moyen pour le modèle d'Ising, la limite supérieure de la dimension critique s'avère être 4. Ainsi, si la dimension de l'espace est supérieure à 4, les résultats du champ moyen sont cohérents. Mais pour les dimensions inférieures à 4, les prédictions sont moins précises. Par exemple, pour les systèmes à une seule dimension, l'approximation du champ moyen prédit une transition de phase à des températures finies pour le modèle d'Ising, alors que les méthodes analytiques, exactes, n'en prédisent pas (sauf pour {\displaystyle T=0} et {\displaystyle T\rightarrow \infty } ).

## Exemple: modèle classique de Heisenberg
Dans le modèle classique de Heisenberg du magnétisme, le paramètre d'ordre a une symétrie plus élevée, et ses fluctuations directionnelles  sont plus importantes que les fluctuations de taille ; Ils dépassent l'intervalle de température de Ginzburg pour lequel les fluctuations modifient la description du champ moyen, remplaçant ainsi le critère par d'autres, plus pertinents.